# Medaliści igrzysk olimpijskich w curlingu

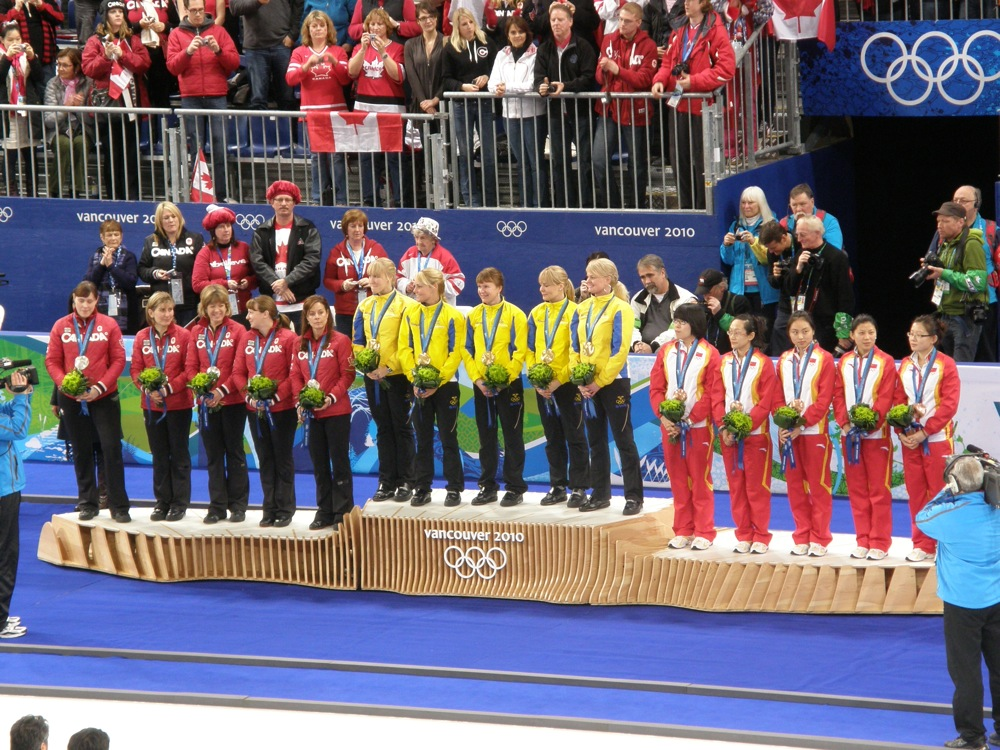
Medalistki turnieju olimpijskiego kobiet w 2010 roku w Vancouver

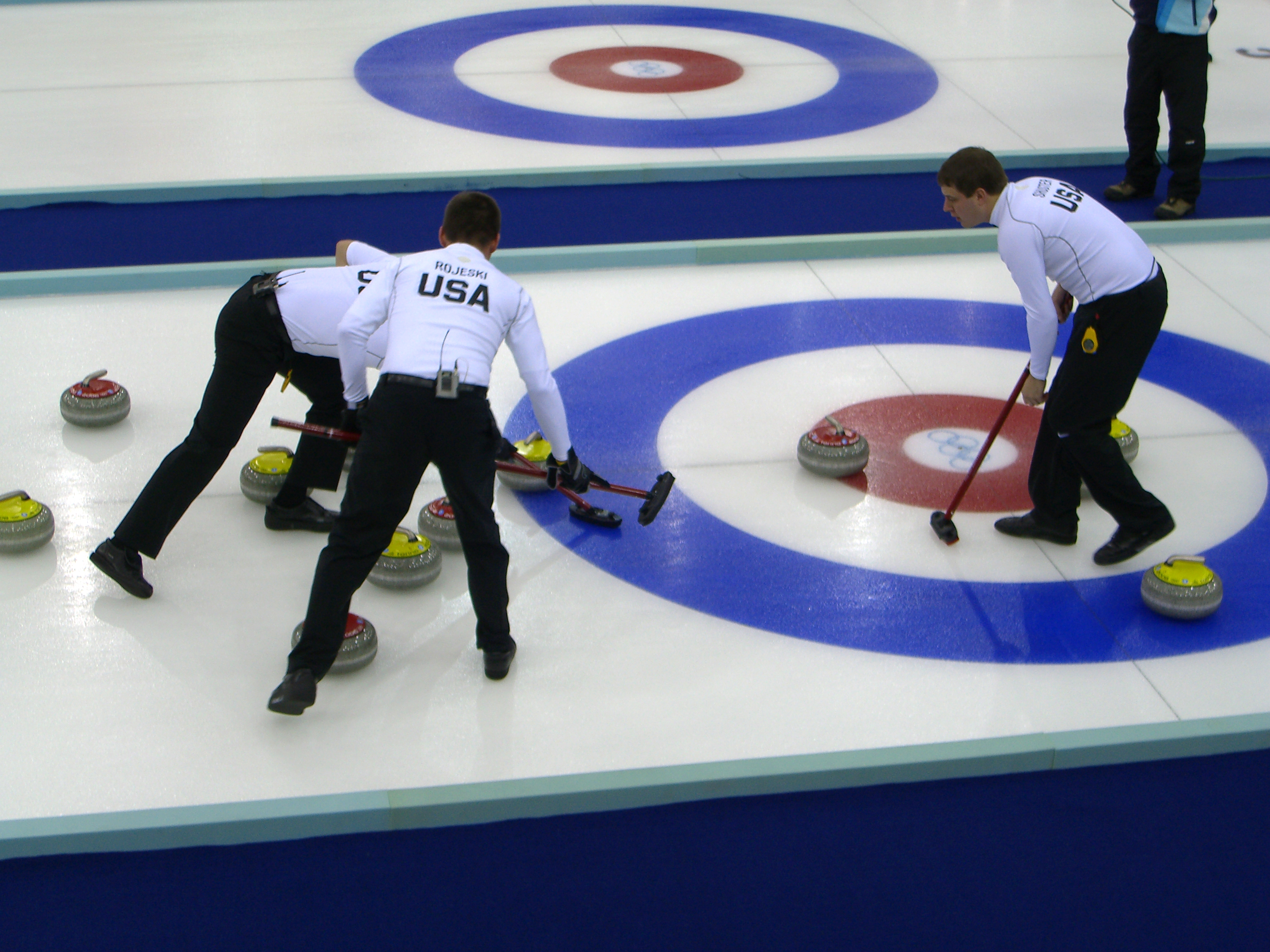
Amerykańscy curlerzy podczas turnieju olimpijskiego w 2006 roku w Turynie

Medaliści igrzysk olimpijskich w curlingu – zestawienie zawodników i zawodniczek, którzy przynajmniej raz stanęli na podium w turniejach olimpijskich w curlingu.
Pierwszy turniej olimpijski w curlingu rozegrano już podczas pierwszych zimowych igrzysk, w 1924 roku w Chamonix. Wyniki tego turnieju uznano jednak za oficjalne dopiero w 2006 roku i pośmiertnie uznano najlepsze trzy drużyny tych zawodów za medalistów olimpijskich. Na igrzyskach w Lake Placid w 1932 roku, w Calgary w 1988 roku i w Albertville w 1992 roku curling był dyscypliną pokazową – w Lake Placid rozegrano turniej mężczyzn, a w Calgary i Albertville turnieje kobiet i mężczyzn. Ponadto, na igrzyskach w Garmisch-Partenkirchen w 1936 roku i na igrzyskach w Innsbrucku w 1964 roku rozegrano pokazowe turnieju w curlingu bawarskim (niem. Eisstockschießen).
Pełnoprawną dyscypliną olimpijską curling jest od igrzysk olimpijskich w Nagano w 1998 roku. Od Nagano w programie olimpijskim są dwa turnieje curlingowe – kobiet i mężczyzn. Podczas igrzysk w Pjongczangu po raz pierwszy przeprowadzono również turniej olimpijski par mieszanych.
Pięcioro zawodników ma na koncie po dwa złote medale olimpijskie w curlingu. Są to: Kanadyjczyk John Morris, Szwedki Cathrine Lindahl, Eva Lund i Anette Norberg oraz Kanadyjka Kaitlyn Lawes. Szwedki jako pierwsze w historii zdobyły dwa złote medale w curlingu podczas dwóch kolejnych igrzysk – triumfowały w Turynie i Vancouver.
Jeden raz w historii zdarzyło się, że medal olimpijski został odebrany zawodnikowi w wyniku dyskwalifikacji za stosowanie niedozwolonych środków dopingujących. W Pjongczangu początkowo brązowy medal w turnieju par mieszanych zdobyli rosyjscy olimpijczycy występujący pod flagą olimpijską, Anastasija Bryzgałowa i Aleksandr Kruszelnicki. Jeszcze w trakcie igrzysk badania wykazały u Kruszelnickiego stosowanie meldonium. Para została zdyskwalifikowana, a brązowy medal przyznano sklasyfikowanej na czwartym miejscu parze norweskiej.

## Medaliści chronologicznie

### Turnieje mężczyzn
Curling jako pełnoprawna dyscyplina znajduje się w programie olimpijskim od igrzysk w Nagano w 1998 roku. Wcześniej, w 1924, 1932, 1988 i 1992 roku, rozgrywane były turnieje pokazowe, niezaliczane do klasyfikacji medalowej igrzysk. W 2006 roku dziennikarze brytyjskiego dziennika „The Herald” wykazali, że curling podczas igrzysk w Chamonix w 1924 roku był pełnoprawną dyscypliną olimpijską. Wyniki turnieju zostały uznane przez Międzynarodowy Komitet Olimpijski za oficjalne, a najlepsze trzy drużyny z Chamonix pośmiertnie ogłoszono medalistami olimpijskimi.
Najbardziej utytułowanym zespołem w curlingu mężczyzn jest reprezentancja Kanady – na jej koncie są trzy złote i dwa srebrne medale. Medalistami w męskich turniejach zostali przedstawiciele ośmiu państw. Indywidualnie najbardziej utytułowanymi curlerami w turniejach mężczyzn są Kevin Martin i Torger Nergård – obaj zdobyli po jednym złotym i jednym srebrnym medalu.
W tabeli przedstawiono pełne składy medalistów w oficjalnych turniejach olimpijskich w curlingu mężczyzn w latach 1924–2018.
| Rok i miejsce        | Złoto | Srebro | Brąz | Źr.                                              |
| -------------------- | --- | --- | --- | ------------------------------------------------ |
| 1924, Chamonix       | Wielka Brytania William Jackson Robin Welsh Thomas Murray Laurence Jackson Delaval Astley John McLeod William Brown John T.S. Robertson-Aikman R. Cousin | Szwecja Johan Petter Åhlén Carl Axel Pettersson Karl Wahlberg Carl August Kronlund Ture Ödlund Carl Wilhelm Petersén Erik Severin Victor Wetterström | Francja Fernand Cournollet Georges André Armand Isaac-Bénédic Pierre Canivet Robert Planque Henri Aldebert | [ 10 ] [ 11 ] [ 12 ] [ 13 ] [ 14 ] [ 15 ] [ 16 ] |
| 1998, Nagano         | Szwajcaria Patrick Hürlimann Patrik Lörtscher Daniel Müller Diego Perren Dominic Andres                                                                  | Kanada Mike Harris Richard Hart Collin Mitchell George Karrys Paul Savage                                                                            | Norwegia Eigil Ramsfjell Jan Thoresen Stig-Arne Gunnestad Anthon Grimsmo Tore Torvbråten                   | [ 17 ]                                           |
| 2002, Salt Lake City | Norwegia Pål Trulsen Lars Vågberg Flemming Davanger Bent Ånund Ramsfjell Torger Nergård                                                                  | Kanada Kevin Martin Don Walchuk Carter Rycroft Don Bartlett Ken Tralnberg                                                                            | Szwajcaria Andreas Schwaller Christof Schwaller Markus Eggler Damian Grichting Marco Ramstein              | [ 18 ]                                           |
| 2006, Turyn          | Kanada Brad Gushue Mark Nichols Russ Howard Jamie Korab Mike Adam                                                                                        | Finlandia Markku Uusipaavalniemi Wille Mäkelä Kalle Kiiskinen Teemu Salo Jani Sullanmaa                                                              | USA Pete Fenson Shawn Rojeski Joseph Polo John Shuster Scott Baird                                         | [ 19 ]                                           |
| 2010, Vancouver      | Kanada Kevin Martin John Morris Marc Kennedy Ben Hebert Adam Enright                                                                                     | Norwegia Thomas Ulsrud Torger Nergård Christoffer Svae Håvard Vad Petersson Thomas Løvold                                                            | Szwajcaria Ralph Stöckli Jan Hauser Markus Eggler Simon Strübin Toni Müller                                | [ 20 ]                                           |
| 2014, Soczi          | Kanada Brad Jacobs Ryan Fry Eric Harnden Ryan Harnden Caleb Flaxey                                                                                       | Wielka Brytania David Murdoch Greg Drummond Scott Andrews Michael Goodfellow Tom Brewster                                                            | Szwecja Niklas Edin Sebastian Kraupp Fredrik Lindberg Viktor Kjäll Oskar Eriksson                          | [ 21 ]                                           |
| 2018, Pjongczang     | USA John Shuster Tyler George Matthew Hamilton John Landsteiner Joe Polo                                                                                 | Szwecja Niklas Edin Oskar Eriksson Rasmus Wranå Christoffer Sundgren Henrik Leek                                                                     | Szwajcaria Benoît Schwarz Claudio Pätz Peter de Cruz Valentin Tanner Dominik Märki                         | [ 22 ]                                           |
| 2022, Pekin          | Szwecja Niklas Edin Oskar Eriksson Rasmus Wranå Christoffer Sundgren Daniel Magnusson                                                                    | Wielka Brytania Bruce Mouat Grant Hardie Bobby Lammie Hammy McMillan Jr. Ross Whyte                                                                  | Kanada Brad Gushue Mark Nichols Brett Gallant Geoff Walker Marc Kennedy                                    | [ 23 ]                                           |

### Turnieje kobiet
Turniej w curlingu kobiet został włączony do programu olimpijskiego od igrzysk w Nagano w 1998 roku. Wcześniej, na igrzyskach w Calgary w 1988 roku i w Albertville w 1992 roku, rozegrano turnieje pokazowe, niezaliczane do klasyfikacji medalowej.
W turniejach kobiet medalistkami zostały reprezentantki ośmiu państw. Najbardziej utytułowanym zespołem jest reprezentacja Szwecji, w dorobku której są trzy złote, jeden srebrny i jeden brązowy medal. Również Szwedki (Cathrine Lindahl, Eva Lund i Anette Norberg) zajmują pierwsze miejsce w indywidualnej klasyfikacji medalowej, mając na koncie po dwa złote medale.
W tabeli przedstawiono medalistki olimpijskie w curlingu w latach 1998–2018.
| Rok i miejsce        | Złoto                                                                                   | Srebro                                                                                            | Brąz                                                                                           | Źr.    |
| -------------------- | --------------------------------------------------------------------------------------- | ------------------------------------------------------------------------------------------------- | ---------------------------------------------------------------------------------------------- | ------ |
| 1998, Nagano         | Kanada Sandra Schmirler Jan Betker Joan McCusker Marcia Gudereit Atina Ford             | Dania Helena Blach Lavrsen Margit Pörtner Dorthe Holm Trine Qvist Jane Bidstrup                   | Szwecja Elisabet Gustafson Katarina Nyberg Louise Marmont Elisabeth Persson Margaretha Lindahl | [ 25 ] |
| 2002, Salt Lake City | Wielka Brytania Rhona Martin Deborah Knox Fiona MacDonald Janice Rankin Margaret Morton | Szwajcaria Luzia Ebnöther Mirjam Ott Tanya Frei Laurence Bidaud Nadia Röthlisberger               | Kanada Kelley Law Julie Skinner Georgina Wheatcroft Diane Nelson Cheryl Noble                  | [ 26 ] |
| 2006, Turyn          | Szwecja Anette Norberg Eva Lund Cathrine Lindahl Anna Svärd Ulrika Bergman              | Szwajcaria Mirjam Ott Binia Beeli Valeria Spälty Michèle Moser Manuela Kormann                    | Kanada Shannon Kleibrink Amy Nixon Glenys Bakker Christine Keshen Sandra Jenkins               | [ 27 ] |
| 2010, Vancouver      | Szwecja Anette Norberg Eva Lund Cathrine Lindahl Anna Le Moine Kajsa Bergström          | Kanada Cheryl Bernard Susan O’Connor Carolyn Darbyshire Cori Bartel Kristie Moore                 | ChRL Wang Bingyu Liu Yin Yue Qingshuang Zhou Yan Liu Jinli                                     | [ 28 ] |
| 2014, Soczi          | Kanada Jennifer Jones Kaitlyn Lawes Jill Officer Dawn McEwen Kirsten Wall               | Szwecja Maria Prytz Christina Bertrup Maria Wennerström Margaretha Sigfridsson Agnes Knochenhauer | Wielka Brytania Eve Muirhead Anna Sloan Vicki Adams Claire Hamilton Lauren Gray                | [ 29 ] |
| 2018, Pjongczang     | Szwecja Anna Hasselborg Sara McManus Agnes Knochenhauer Sofia Mabergs Jennie Wåhlin     | Korea Południowa Kim Eun-jung Kim Kyeong-ae Kim Seon-yeong Kim Yeong-mi Kim Cho-hi                | Japonia Satsuki Fujisawa Chinami Yoshida Yumi Suzuki Yurika Yoshida Mari Motohashi             | [ 30 ] |
| 2022, Pekin          |                                                                                         |                                                                                                   | Szwecja Anna Hasselborg Sara McManus Agnes Knochenhauer Sofia Mabergs Johanna Heldin           |        |

### Turnieje par mieszanych
Od igrzysk olimpijskich w Pjongczangu w 2018 roku, poza turniejami kobiet i mężczyzn, przyznawane są medale olimpijskie również w turnieju par mieszanych. Uczestniczą w nim dwuosobowe zespoły złożone z jednego zawodnika i jednej zawodniczki.
Podczas pierwszego turnieju olimpijskiego w tej konkurencji brązowy medal początkowo zdobyła para rosyjska występująca pod flagą olimpijską – Anastasija Bryzgałowa i Aleksandr Kruszelnicki. Jeszcze podczas igrzysk para została zdyskwalifikowana z uwagi na wykrycie w organizmie Kruszelnickiego środków dopingujących. W efekcie brązowy medal otrzymała para norweska, pierwotnie sklasyfikowana na czwartej pozycji.
Poniżej przedstawiono medalistów turnieju par mieszanych w latach 2018–2022.
| Rok i miejsce    | Złoto                                    | Srebro                                       | Brąz                                         | Źr.    |
| ---------------- | ---------------------------------------- | -------------------------------------------- | -------------------------------------------- | ------ |
| 2018, Pjongczang | Kanada Kaitlyn Lawes John Morris         | Szwajcaria Jenny Perret Martin Rios          | Norwegia Kristin Skaslien Magnus Nedregotten | [ 32 ] |
| 2022, Pekin      | Włochy Stefania Constantini Amos Mosaner | Norwegia Kristin Skaslien Magnus Nedregotten | Szwecja Almida de Val Oskar Eriksson         | [ 33 ] |

## Turnieje nieoficjalne (pokazowe)
W 1932, 1988 i 1992 roku podczas igrzysk olimpijskich rozegrane zostały nieoficjalne turnieje pokazowe w curlingu, które nie były zaliczane do klasyfikacji medalowej. W tabeli przedstawiono najlepsze trzy drużyny każdego z tych turniejów.
| Rok i miejsce                        | 1. miejsce                                                                            | 2. miejsce                                                                               | 3. miejsce                                                                                          | Źr.                                |
| ------------------------------------ | ------------------------------------------------------------------------------------- | ---------------------------------------------------------------------------------------- | --------------------------------------------------------------------------------------------------- | ---------------------------------- |
| 1932, Lake Placid (turniej mężczyzn) | Kanada (Manitoba) Eric F. Willis Robert B. Pow James L. Bowman William H. Burns       | Kanada (Ontario) Russel G. Hall Archibald Lockhart Frank P. McDonald Harvey J. Sim       | –                                                                                                   | [ 34 ]                             |
| 1932, Lake Placid (turniej mężczyzn) | Kanada (Manitoba) Eric F. Willis Robert B. Pow James L. Bowman William H. Burns       | Kanada (Quebec) Albert Maclaren John Leonard Howard T. Steward William Brown             | –                                                                                                   | [ 34 ]                             |
| 1988, Calgary (turniej kobiet)       | Kanada Linda Moore Lindsay Sparkes Debbie Jones Penny Ryan Patti Vandekerckhove       | Szwecja Elisabeth Högström Monika Jansson Birgitta Sewik Marie Henriksson Anette Norberg | Norwegia Trine Trulsen Dordi Nordby Hanne Pettersen Mette Halvorsen Marianne Aspelin Ellen Githmark | [ 35 ] [ 36 ] [ 37 ] [ 38 ]        |
| 1988, Calgary (turniej mężczyzn)     | Norwegia Eigil Ramsfjell Sjur Loen Morten Søgaard Bo Bakke Gunnar Meland Geir Søiland | Szwajcaria Hansjörg Lips Enrico Simen Stefan Luder Peter Lips Mario Flückiger            | Kanada Ed Lukowich John Ferguson Neil Houston Brent Syme Wayne Hart                                 | [ 35 ] [ 38 ] [ 39 ] [ 36 ]        |
| 1992, Albertville (turniej kobiet)   | Niemcy Andrea Schöpp Stephanie Mayer Monika Wagner Sabine Huth                        | Norwegia Dordi Nordby Hanne Pettersen Mette Halvorsen Anne Jøtun Marianne Aspelin        | Kanada Julie Sutton Jodie Sutton Melissa Soligo Karri Wilms Elaine Dagg-Jackson                     | [ 40 ] [ 41 ] [ 42 ] [ 43 ] [ 44 ] |
| 1992, Albertville (turniej mężczyzn) | Szwajcaria Urs Dick Jürg Dick Robert Hürlimann Thomas Kläy Peter Däppen               | Norwegia Tormod Andreassen Stig-Arne Gunnestad Flemming Davanger Kjell Berg Pål Trulsen  | USA Raymond Somerville Timothy Somerville Michael Strum William Strum Robert Nichols                | [ 40 ] [ 45 ] [ 46 ] [ 43 ] [ 47 ] |

## Klasyfikacje medalowe

### Klasyfikacja zawodników
Stan na 19 lutego 2022
W poniższym zestawieniu ujęto klasyfikację zawodników, którzy zdobyli przynajmniej jeden medal olimpijski w curlingu. W przypadku, gdy dwóch lub więcej zawodników zdobyło tę samą liczbę medali wszystkich kolorów, wzięto pod uwagę najpierw kolejność chronologiczną, a następnie porządek alfabetyczny.
| Miejsce | Zawodnik                   | Państwo         | Lata      | Złoto | Srebro | Brąz | Razem |
| ------- | -------------------------- | --------------- | --------- | ----- | ------ | ---- | ----- |
| 1.      | John Morris                | Kanada          | 2010–2018 | 2     | –      | –    | 2     |
| 2.      | Oskar Eriksson             | Szwecja         | 2014–2022 | 1     | 1      | 2    | 4     |
| 3.      | Niklas Edin                | Szwecja         | 2014–2022 | 1     | 1      | 1    | 3     |
| 4.      | Kevin Martin               | Kanada          | 2002–2010 | 1     | 1      | –    | 2     |
| 4.      | Torger Nergård             | Norwegia        | 2002–2010 | 1     | 1      | –    | 2     |
| 6.      | Christoffer Sundgren       | Szwecja         | 2018–2022 | 1     | 1      | –    | 2     |
| 6.      | Rasmus Wranå               | Szwecja         | 2018–2022 | 1     | 1      | –    | 2     |
| 8.      | Brad Gushue                | Kanada          | 2006–2022 | 1     | –      | 1    | 2     |
| 8.      | Mark Nichols               | Kanada          | 2006–2022 | 1     | –      | 1    | 2     |
| 8.      | Marc Kennedy               | Kanada          | 2010–2022 | 1     | –      | 1    | 2     |
| 8.      | John Shuster               | USA             | 2006–2018 | 1     | –      | 1    | 2     |
| 12.     | Delaval Astley             | Wielka Brytania | 1924      | 1     | –      | –    | 1     |
| 12.     | William Brown              | Wielka Brytania | 1924      | 1     | –      | –    | 1     |
| 12.     | R. Cousin                  | Wielka Brytania | 1924      | 1     | –      | –    | 1     |
| 12.     | Laurence Jackson           | Wielka Brytania | 1924      | 1     | –      | –    | 1     |
| 12.     | William Jackson            | Wielka Brytania | 1924      | 1     | –      | –    | 1     |
| 12.     | John McLeod                | Wielka Brytania | 1924      | 1     | –      | –    | 1     |
| 12.     | Thomas Murray              | Wielka Brytania | 1924      | 1     | –      | –    | 1     |
| 12.     | John T.S. Robertson-Aikman | Wielka Brytania | 1924      | 1     | –      | –    | 1     |
| 12.     | Robin Welsh                | Wielka Brytania | 1924      | 1     | –      | –    | 1     |
| 12.     | Dominic Andres             | Szwajcaria      | 1998      | 1     | –      | –    | 1     |
| 12.     | Patrick Hürlimann          | Szwajcaria      | 1998      | 1     | –      | –    | 1     |
| 12.     | Patrik Lörtscher           | Szwajcaria      | 1998      | 1     | –      | –    | 1     |
| 12.     | Daniel Müller              | Szwajcaria      | 1998      | 1     | –      | –    | 1     |
| 12.     | Diego Perren               | Szwajcaria      | 1998      | 1     | –      | –    | 1     |
| 12.     | Flemming Davanger          | Norwegia        | 2002      | 1     | –      | –    | 1     |
| 12.     | Bent Ånund Ramsfjell       | Norwegia        | 2002      | 1     | –      | –    | 1     |
| 12.     | Pål Trulsen                | Norwegia        | 2002      | 1     | –      | –    | 1     |
| 12.     | Lars Vågberg               | Norwegia        | 2002      | 1     | –      | –    | 1     |
| 12.     | Mike Adam                  | Kanada          | 2006      | 1     | –      | –    | 1     |
| 12.     | Russ Howard                | Kanada          | 2006      | 1     | –      | –    | 1     |
| 12.     | Jamie Korab                | Kanada          | 2006      | 1     | –      | –    | 1     |
| 12.     | Adam Enright               | Kanada          | 2010      | 1     | –      | –    | 1     |
| 12.     | Ben Hebert                 | Kanada          | 2010      | 1     | –      | –    | 1     |
| 12.     | Caleb Flaxey               | Kanada          | 2014      | 1     | –      | –    | 1     |
| 12.     | Ryan Fry                   | Kanada          | 2014      | 1     | –      | –    | 1     |
| 12.     | Eric Harnden               | Kanada          | 2014      | 1     | –      | –    | 1     |
| 12.     | Ryan Harnden               | Kanada          | 2014      | 1     | –      | –    | 1     |
| 12.     | Brad Jacobs                | Kanada          | 2014      | 1     | –      | –    | 1     |
| 12.     | Tyler George               | USA             | 2018      | 1     | –      | –    | 1     |
| 12.     | Matthew Hamilton           | USA             | 2018      | 1     | –      | –    | 1     |
| 12.     | John Landsteiner           | USA             | 2018      | 1     | –      | –    | 1     |
| 12.     | Joe Polo                   | USA             | 2018      | 1     | –      | –    | 1     |
| 12.     | Daniel Magnusson           | Szwecja         | 2022      | 1     | –      | –    | 1     |
| 12.     | Amos Mosaner               | Włochy          | 2022      | 1     | –      | –    | 1     |
| 46.     | Magnus Nedregotten         | Norwegia        | 2018–2022 | –     | 1      | 1    | 2     |
| 47.     | Johan Petter Åhlén         | Szwecja         | 1924      | –     | 1      | –    | 1     |
| 47.     | Carl August Kronlund       | Szwecja         | 1924      | –     | 1      | –    | 1     |
| 47.     | Ture Ödlund                | Szwecja         | 1924      | –     | 1      | –    | 1     |
| 47.     | Carl Wilhelm Petersén      | Szwecja         | 1924      | –     | 1      | –    | 1     |
| 47.     | Carl Axel Pettersson       | Szwecja         | 1924      | –     | 1      | –    | 1     |
| 47.     | Erik Severin               | Szwecja         | 1924      | –     | 1      | –    | 1     |
| 47.     | Karl Wahlberg              | Szwecja         | 1924      | –     | 1      | –    | 1     |
| 47.     | Victor Wetterström         | Szwecja         | 1924      | –     | 1      | –    | 1     |
| 47.     | Mike Harris                | Kanada          | 1998      | –     | 1      | –    | 1     |
| 47.     | Richard Hart               | Kanada          | 1998      | –     | 1      | –    | 1     |
| 47.     | George Karrys              | Kanada          | 1998      | –     | 1      | –    | 1     |
| 47.     | Collin Mitchell            | Kanada          | 1998      | –     | 1      | –    | 1     |
| 47.     | Paul Savage                | Kanada          | 1998      | –     | 1      | –    | 1     |
| 47.     | Don Bartlett               | Kanada          | 2002      | –     | 1      | –    | 1     |
| 47.     | Carter Rycroft             | Kanada          | 2002      | –     | 1      | –    | 1     |
| 47.     | Ken Tralnberg              | Kanada          | 2002      | –     | 1      | –    | 1     |
| 47.     | Don Walchuk                | Kanada          | 2002      | –     | 1      | –    | 1     |
| 47.     | Kalle Kiiskinen            | Finlandia       | 2006      | –     | 1      | –    | 1     |
| 47.     | Wille Mäkelä               | Finlandia       | 2006      | –     | 1      | –    | 1     |
| 47.     | Teemu Salo                 | Finlandia       | 2006      | –     | 1      | –    | 1     |
| 47.     | Jani Sullanmaa             | Finlandia       | 2006      | –     | 1      | –    | 1     |
| 47.     | Markku Uusipaavalniemi     | Finlandia       | 2006      | –     | 1      | –    | 1     |
| 47.     | Thomas Løvold              | Norwegia        | 2010      | –     | 1      | –    | 1     |
| 47.     | Håvard Vad Petersson       | Norwegia        | 2010      | –     | 1      | –    | 1     |
| 47.     | Christoffer Svae           | Norwegia        | 2010      | –     | 1      | –    | 1     |
| 47.     | Thomas Ulsrud              | Norwegia        | 2010      | –     | 1      | –    | 1     |
| 47.     | Scott Andrews              | Wielka Brytania | 2014      | –     | 1      | –    | 1     |
| 47.     | Tom Brewster               | Wielka Brytania | 2014      | –     | 1      | –    | 1     |
| 47.     | Greg Drummond              | Wielka Brytania | 2014      | –     | 1      | –    | 1     |
| 47.     | Michael Goodfellow         | Wielka Brytania | 2014      | –     | 1      | –    | 1     |
| 47.     | David Murdoch              | Wielka Brytania | 2014      | –     | 1      | –    | 1     |
| 47.     | Henrik Leek                | Szwecja         | 2018      | –     | 1      | –    | 1     |
| 47.     | Martin Rios                | Szwajcaria      | 2018      | –     | 1      | –    | 1     |
| 47.     | Grant Hardie               | Wielka Brytania | 2022      | –     | 1      | –    | 1     |
| 47.     | Bobby Lammie               | Wielka Brytania | 2022      | –     | 1      | –    | 1     |
| 47.     | Hammy McMillan Jr.         | Wielka Brytania | 2022      | –     | 1      | –    | 1     |
| 47.     | Bruce Mouat                | Wielka Brytania | 2022      | –     | 1      | –    | 1     |
| 47.     | Ross Whyte                 | Wielka Brytania | 2022      | –     | 1      | –    | 1     |
| 85.     | Markus Eggler              | Szwajcaria      | 2002–2010 | –     | –      | 2    | 2     |
| 86.     | Henri Aldebert             | Francja         | 1924      | –     | –      | 1    | 1     |
| 86.     | Georges André              | Francja         | 1924      | –     | –      | 1    | 1     |
| 86.     | Pierre Canivet             | Francja         | 1924      | –     | –      | 1    | 1     |
| 86.     | Fernand Cournollet         | Francja         | 1924      | –     | –      | 1    | 1     |
| 86.     | Armand Isaac-Bénédic       | Francja         | 1924      | –     | –      | 1    | 1     |
| 86.     | Robert Planque             | Francja         | 1924      | –     | –      | 1    | 1     |
| 86.     | Anthon Grimsmo             | Norwegia        | 1998      | –     | –      | 1    | 1     |
| 86.     | Stig-Arne Gunnestad        | Norwegia        | 1998      | –     | –      | 1    | 1     |
| 86.     | Eigil Ramsfjell            | Norwegia        | 1998      | –     | –      | 1    | 1     |
| 86.     | Jan Thoresen               | Norwegia        | 1998      | –     | –      | 1    | 1     |
| 86.     | Tore Torvbråten            | Norwegia        | 1998      | –     | –      | 1    | 1     |
| 86.     | Damian Grichting           | Szwajcaria      | 2002      | –     | –      | 1    | 1     |
| 86.     | Marco Ramstein             | Szwajcaria      | 2002      | –     | –      | 1    | 1     |
| 86.     | Andreas Schwaller          | Szwajcaria      | 2002      | –     | –      | 1    | 1     |
| 86.     | Christof Schwaller         | Szwajcaria      | 2002      | –     | –      | 1    | 1     |
| 86.     | Scott Baird                | USA             | 2006      | –     | –      | 1    | 1     |
| 86.     | Pete Fenson                | USA             | 2006      | –     | –      | 1    | 1     |
| 86.     | Joseph Polo                | USA             | 2006      | –     | –      | 1    | 1     |
| 86.     | Shawn Rojeski              | USA             | 2006      | –     | –      | 1    | 1     |
| 86.     | Jan Hauser                 | Szwajcaria      | 2010      | –     | –      | 1    | 1     |
| 86.     | Toni Müller                | Szwajcaria      | 2010      | –     | –      | 1    | 1     |
| 86.     | Ralph Stöckli              | Szwajcaria      | 2010      | –     | –      | 1    | 1     |
| 86.     | Simon Strübin              | Szwajcaria      | 2010      | –     | –      | 1    | 1     |
| 86.     | Viktor Kjäll               | Szwecja         | 2014      | –     | –      | 1    | 1     |
| 86.     | Sebastian Kraupp           | Szwecja         | 2014      | –     | –      | 1    | 1     |
| 86.     | Fredrik Lindberg           | Szwecja         | 2014      | –     | –      | 1    | 1     |
| 86.     | Peter de Cruz              | Szwajcaria      | 2018      | –     | –      | 1    | 1     |
| 86.     | Dominik Märki              | Szwajcaria      | 2018      | –     | –      | 1    | 1     |
| 86.     | Claudio Pätz               | Szwajcaria      | 2018      | –     | –      | 1    | 1     |
| 86.     | Benoît Schwarz             | Szwajcaria      | 2018      | –     | –      | 1    | 1     |
| 86.     | Valentin Tanner            | Szwajcaria      | 2018      | –     | –      | 1    | 1     |
| 86.     | Brett Gallant              | Kanada          | 2022      | –     | –      | 1    | 1     |
| 86.     | Geoff Walker               | Kanada          | 2022      | –     | –      | 1    | 1     |

### Klasyfikacja zawodniczek
Stan na 19 lutego 2022
W poniższym zestawieniu ujęto klasyfikację zawodniczek, które zdobyły przynajmniej jeden medal olimpijski w curlingu. W przypadku, gdy dwie lub więcej zawodniczek zdobyły tę samą liczbę medali wszystkich kolorów, wzięto pod uwagę najpierw kolejność chronologiczną, a następnie porządek alfabetyczny.
| Miejsce | Zawodniczka            | Państwo          | Lata      | Złoto | Srebro | Brąz | Razem |
| ------- | ---------------------- | ---------------- | --------- | ----- | ------ | ---- | ----- |
| 1.      | Anna Le Moine          | Szwecja          | 2006–2010 | 2     | –      | –    | 2     |
| 1.      | Cathrine Lindahl       | Szwecja          | 2006–2010 | 2     | –      | –    | 2     |
| 1.      | Eva Lund               | Szwecja          | 2006–2010 | 2     | –      | –    | 2     |
| 1.      | Anette Norberg         | Szwecja          | 2006–2010 | 2     | –      | –    | 2     |
| 1.      | Kaitlyn Lawes          | Kanada           | 2014–2018 | 2     | –      | –    | 2     |
| 6.      | Agnes Knochenhauer     | Szwecja          | 2014–2018 | 1     | 1      | 1    | 3     |
| 7.      | Anna Hasselborg        | Szwecja          | 2018      | 1     | –      | 1    | 2     |
| 7.      | Sofia Mabergs          | Szwecja          | 2018      | 1     | –      | 1    | 2     |
| 7.      | Sara McManus           | Szwecja          | 2018      | 1     | –      | 1    | 2     |
| 10.     | Jan Betker             | Kanada           | 1998      | 1     | –      | –    | 1     |
| 10.     | Atina Ford             | Kanada           | 1998      | 1     | –      | –    | 1     |
| 10.     | Marcia Gudereit        | Kanada           | 1998      | 1     | –      | –    | 1     |
| 10.     | Joan McCusker          | Kanada           | 1998      | 1     | –      | –    | 1     |
| 10.     | Sandra Schmirler       | Kanada           | 1998      | 1     | –      | –    | 1     |
| 10.     | Deborah Knox           | Wielka Brytania  | 2002      | 1     | –      | –    | 1     |
| 10.     | Fiona MacDonald        | Wielka Brytania  | 2002      | 1     | –      | –    | 1     |
| 10.     | Rhona Martin           | Wielka Brytania  | 2002      | 1     | –      | –    | 1     |
| 10.     | Margaret Morton        | Wielka Brytania  | 2002      | 1     | –      | –    | 1     |
| 10.     | Janice Rankin          | Wielka Brytania  | 2002      | 1     | –      | –    | 1     |
| 10.     | Ulrika Bergman         | Szwecja          | 2006      | 1     | –      | –    | 1     |
| 10.     | Kajsa Bergström        | Szwecja          | 2010      | 1     | –      | –    | 1     |
| 10.     | Jennifer Jones         | Kanada           | 2014      | 1     | –      | –    | 1     |
| 10.     | Dawn McEwen            | Kanada           | 2014      | 1     | –      | –    | 1     |
| 10.     | Jill Officer           | Kanada           | 2014      | 1     | –      | –    | 1     |
| 10.     | Kirsten Wall           | Kanada           | 2014      | 1     | –      | –    | 1     |
| 10.     | Jennie Wåhlin          | Szwecja          | 2018      | 1     | –      | –    | 1     |
| 10.     | Stefania Constantini   | Włochy           | 2022      | 1     | –      | –    | 1     |
| 28.     | Mirjam Ott             | Szwajcaria       | 2002–2006 | –     | 2      | –    | 2     |
| 29.     | Kristin Skaslien       | Norwegia         | 2018–2022 | –     | 1      | 1    | 2     |
| 30.     | Jane Bidstrup          | Dania            | 1998      | –     | 1      | –    | 1     |
| 30.     | Dorthe Holm            | Dania            | 1998      | –     | 1      | –    | 1     |
| 30.     | Helena Blach Lavrsen   | Dania            | 1998      | –     | 1      | –    | 1     |
| 30.     | Margit Pörtner         | Dania            | 1998      | –     | 1      | –    | 1     |
| 30.     | Trine Qvist            | Dania            | 1998      | –     | 1      | –    | 1     |
| 30.     | Laurence Bidaud        | Szwajcaria       | 2002      | –     | 1      | –    | 1     |
| 30.     | Luzia Ebnöther         | Szwajcaria       | 2002      | –     | 1      | –    | 1     |
| 30.     | Tanya Frei             | Szwajcaria       | 2002      | –     | 1      | –    | 1     |
| 30.     | Nadia Röthlisberger    | Szwajcaria       | 2002      | –     | 1      | –    | 1     |
| 30.     | Binia Beeli            | Szwajcaria       | 2006      | –     | 1      | –    | 1     |
| 30.     | Manuela Kormann        | Szwajcaria       | 2006      | –     | 1      | –    | 1     |
| 30.     | Michèle Moser          | Szwajcaria       | 2006      | –     | 1      | –    | 1     |
| 30.     | Valeria Spälty         | Szwajcaria       | 2006      | –     | 1      | –    | 1     |
| 30.     | Cori Bartel            | Kanada           | 2010      | –     | 1      | –    | 1     |
| 30.     | Cheryl Bernard         | Kanada           | 2010      | –     | 1      | –    | 1     |
| 30.     | Carolyn Darbyshire     | Kanada           | 2010      | –     | 1      | –    | 1     |
| 30.     | Kristie Moore          | Kanada           | 2010      | –     | 1      | –    | 1     |
| 30.     | Susan O’Connor         | Kanada           | 2010      | –     | 1      | –    | 1     |
| 30.     | Christina Bertrup      | Szwecja          | 2014      | –     | 1      | –    | 1     |
| 30.     | Maria Prytz            | Szwecja          | 2014      | –     | 1      | –    | 1     |
| 30.     | Margaretha Sigfridsson | Szwecja          | 2014      | –     | 1      | –    | 1     |
| 30.     | Maria Wennerström      | Szwecja          | 2014      | –     | 1      | –    | 1     |
| 30.     | Kim Cho-hi             | Korea Południowa | 2018      | –     | 1      | –    | 1     |
| 30.     | Kim Eun-jung           | Korea Południowa | 2018      | –     | 1      | –    | 1     |
| 30.     | Kim Kyeong-ae          | Korea Południowa | 2018      | –     | 1      | –    | 1     |
| 30.     | Kim Seon-yeong         | Korea Południowa | 2018      | –     | 1      | –    | 1     |
| 30.     | Kim Yeong-mi           | Korea Południowa | 2018      | –     | 1      | –    | 1     |
| 30.     | Jenny Perret           | Szwajcaria       | 2018      | –     | 1      | –    | 1     |
| 58.     | Elisabet Gustafson     | Szwecja          | 1998      | –     | –      | 1    | 1     |
| 58.     | Margaretha Lindahl     | Szwecja          | 1998      | –     | –      | 1    | 1     |
| 58.     | Louise Marmont         | Szwecja          | 1998      | –     | –      | 1    | 1     |
| 58.     | Katarina Nyberg        | Szwecja          | 1998      | –     | –      | 1    | 1     |
| 58.     | Elisabeth Persson      | Szwecja          | 1998      | –     | –      | 1    | 1     |
| 58.     | Kelley Law             | Kanada           | 2002      | –     | –      | 1    | 1     |
| 58.     | Diane Nelson           | Kanada           | 2002      | –     | –      | 1    | 1     |
| 58.     | Cheryl Noble           | Kanada           | 2002      | –     | –      | 1    | 1     |
| 58.     | Julie Skinner          | Kanada           | 2002      | –     | –      | 1    | 1     |
| 58.     | Georgina Wheatcroft    | Kanada           | 2002      | –     | –      | 1    | 1     |
| 58.     | Glenys Bakker          | Kanada           | 2006      | –     | –      | 1    | 1     |
| 58.     | Sandra Jenkins         | Kanada           | 2006      | –     | –      | 1    | 1     |
| 58.     | Christine Keshen       | Kanada           | 2006      | –     | –      | 1    | 1     |
| 58.     | Shannon Kleibrink      | Kanada           | 2006      | –     | –      | 1    | 1     |
| 58.     | Amy Nixon              | Kanada           | 2006      | –     | –      | 1    | 1     |
| 58.     | Liu Jinli              | ChRL             | 2010      | –     | –      | 1    | 1     |
| 58.     | Liu Yin                | ChRL             | 2010      | –     | –      | 1    | 1     |
| 58.     | Wang Bingyu            | ChRL             | 2010      | –     | –      | 1    | 1     |
| 58.     | Yue Qingshuang         | ChRL             | 2010      | –     | –      | 1    | 1     |
| 58.     | Zhou Yan               | ChRL             | 2010      | –     | –      | 1    | 1     |
| 58.     | Vicki Adams            | Wielka Brytania  | 2014      | –     | –      | 1    | 1     |
| 58.     | Lauren Gray            | Wielka Brytania  | 2014      | –     | –      | 1    | 1     |
| 58.     | Claire Hamilton        | Wielka Brytania  | 2014      | –     | –      | 1    | 1     |
| 58.     | Eve Muirhead           | Wielka Brytania  | 2014      | –     | –      | 1    | 1     |
| 58.     | Anna Sloan             | Wielka Brytania  | 2014      | –     | –      | 1    | 1     |
| 58.     | Satsuki Fujisawa       | Japonia          | 2018      | –     | –      | 1    | 1     |
| 58.     | Mari Motohashi         | Japonia          | 2018      | –     | –      | 1    | 1     |
| 58.     | Yūmi Suzuki            | Japonia          | 2018      | –     | –      | 1    | 1     |
| 58.     | Chinami Yoshida        | Japonia          | 2018      | –     | –      | 1    | 1     |
| 58.     | Yurika Yoshida         | Japonia          | 2018      | –     | –      | 1    | 1     |
| 58.     | Johanna Heldin         | Szwecja          | 2022      | –     | –      | 1    | 1     |
| 58.     | Almida de Val          | Szwecja          | 2022      | –     | –      | 1    | 1     |

### Klasyfikacja państw
Poniższa tabela przedstawia klasyfikację państw, które zdobyły przynajmniej jeden medal olimpijski w curlingu. Wzięto pod uwagę wszystkie turnieje – mężczyzn, kobiet i par mieszanych. Nie uwzględniono natomiast turniejów pokazowych w 1932, 1988 i 1992 roku.
| Miejsce | Państwo          | Złoto | Srebro | Brąz | Razem |
| ------- | ---------------- | ----- | ------ | ---- | ----- |
| 1.      | Kanada           | 6     | 3      | 3    | 12    |
| 2.      | Szwecja          | 4     | 3      | 4    | 11    |
| 3.      | Wielka Brytania  | 2     | 2      | 1    | 5     |
| 4.      | Szwajcaria       | 1     | 3      | 3    | 7     |
| 5.      | Norwegia         | 1     | 2      | 2    | 5     |
| 6.      | USA              | 1     | –      | 1    | 2     |
| 7.      | Włochy           | 1     | –      | –    | 1     |
| 8.      | Dania            | –     | 1      | –    | 1     |
| 8.      | Finlandia        | –     | 1      | –    | 1     |
| 8.      | Korea Południowa | –     | 1      | –    | 1     |
| 11.     | ChRL             | –     | –      | 1    | 1     |
| 11.     | Francja          | –     | –      | 1    | 1     |
| 11.     | Japonia          | –     | –      | 1    | 1     |

#### Klasyfikacja państw według lat
W poniższej tabeli zestawiono państwa według liczby medali zdobytych w curlingu podczas kolejnych edycji zimowych igrzysk olimpijskich. Przedstawiono sumę wszystkich medali (złotych, srebrnych i brązowych) we wszystkich turniejach łącznie.
| Państwo          | '24 | '98 | '02 | '06 | '10 | '14 | '18 | '22 | suma |
| ---------------- | --- | --- | --- | --- | --- | --- | --- | --- | ---- |
| ChRL             | –   | –   | –   | –   | 1   | –   | –   | –   | 1    |
| Dania            | –   | 1   | –   | –   | –   | –   | –   | –   | 1    |
| Finlandia        | –   | –   | –   | 1   | –   | –   | –   | –   | 1    |
| Francja          | 1   | –   | –   | –   | –   | –   | –   | –   | 1    |
| Japonia          | –   | –   | –   | –   | –   | –   | 1   | –   | 1    |
| Kanada           | –   | 2   | 2   | 2   | 2   | 2   | 1   | 1   | 12   |
| Korea Południowa | –   | –   | –   | –   | –   | –   | 1   | –   | 1    |
| Norwegia         | –   | 1   | 1   | –   | 1   | –   | 1   | 1   | 5    |
| Szwajcaria       | –   | 1   | 2   | 1   | 1   | –   | 2   | –   | 7    |
| Szwecja          | 1   | 1   | –   | 1   | 1   | 2   | 2   | 3   | 11   |
| USA              | –   | –   | –   | 1   | –   | –   | 1   | –   | 2    |
| Wielka Brytania  | 1   | –   | 1   | –   | –   | 2   | –   | 1   | 5    |
| Włochy           | –   | –   | –   | –   | –   | –   | –   | 1   | 1    |
| Suma             | 3   | 6   | 6   | 6   | 6   | 6   | 9   | 7   | 49   |

#### Klasyfikacja państw według konkurencji
W poniższej tabeli przedstawiono liczbę medali olimpijskich zdobytych przez państwa w poszczególnych konkurencjach w curlingu.
| Państwo          | Turnieje mężczyzn | Turnieje kobiet | Turnieje par mieszanych | suma |
| ---------------- | ----------------- | --------------- | ----------------------- | ---- |
| ChRL             | –                 | 1               | –                       | 1    |
| Dania            | –                 | 1               | –                       | 1    |
| Finlandia        | 1                 | –               | –                       | 1    |
| Francja          | 1                 | –               | –                       | 1    |
| Japonia          | –                 | 1               | –                       | 1    |
| Kanada           | 6                 | 5               | 1                       | 12   |
| Korea Południowa | –                 | 1               | –                       | 1    |
| Norwegia         | 3                 | –               | 2                       | 5    |
| Szwajcaria       | 4                 | 2               | 1                       | 7    |
| Szwecja          | 4                 | 6               | 1                       | 11   |
| USA              | 2                 | –               | –                       | 2    |
| Wielka Brytania  | 3                 | 2               | –                       | 5    |
| Włochy           | –                 | –               | 1                       | 1    |
| Suma             | 24                | 19              | 6                       | 49   |